# سترازهاتا
سترازهاتا (بالبلغارية: Стражата)‏ قرية تقع إدارياً ضمن تريافنا في بلغاريا. تعتمد سترازهاتا للبريد على الرمز البريدي 5365.